# Alexandra Anghel
Alexandra Nicoleta Anghel (ur. 28 czerwca 1997) – rumuńska zapaśniczka startująca w stylu wolnym. Brązowa medalistka mistrzostw świata w 2022 roku.
Mistrzyni Europy w 2023; druga w 2024; trzecia w 2018 i 2025; piąta w 2022. Siódma na igrzyskach europejskich w 2019. Siódma w Pucharze Świata w 2018. Srebrna medalistka MŚ wojskowych w 2025.
Trzecia na MŚ juniorów w 2017 i na ME juniorów w 2017. Druga na MŚ U-23 w 2018. Trzecia na ME U-23 w 2017 i 2018 roku.